# Mistrzostwa Świata Wojskowych w Zapasach 2013
XXVIII Mistrzostwa Świata Wojskowych w zapasach w 2013 rozgrywane były w dniach 22 – 28 października w Teheranie w Iranie. W zawodach wzięło udział ponad 300 sportowców z siedemnastu krajów.

## Tabela medalowa
Gospodarz zawodów został zaznaczony kolorem.
| Poz. | Państwo        |    |    |    | Łącznie |
| ---- | -------------- | -- | -- | -- | ------- |
| 1    | Iran           | 8  | 4  | 2  | 14      |
| 2    | Korea Północna | 2  | 1  | 1  | 4       |
| 3    | Ukraina        | 2  | 0  | 5  | 7       |
| 4    | Kazachstan     | 1  | 3  | 5  | 9       |
| 5    | Chiny          | 1  | 1  | 3  | 5       |
| 6    | Polska         | 0  | 3  | 3  | 6       |
| 7    | Armenia        | 0  | 2  | 4  | 6       |
| 8    | Algieria       | 0  | 0  | 1  | 1       |
| 9    | Finlandia      | 0  | 0  | 1  | 1       |
| 10   | Irak           | 0  | 0  | 1  | 1       |
| 11   | Pakistan       | 0  | 0  | 1  | 1       |
|      | Łącznie        | 14 | 14 | 27 | 88      |

## Rezultaty

### Mężczyźni

#### Styl klasyczny
| Konkurencja         | Złoto                    | Srebro            | Brąz                                   |
| Kategoria do 55 kg  | Yun Won-chol             | Hamidreza Khamesi | Chorłan Żakansza Rudik Mykyrtczian     |
| Kategoria do 60 kg  | Dostan Zhakansha         | Saman Abdewali    | Jewhen Miahky Michał Tracz             |
| Kategoria do 66 kg  | Boroomand Aslanghradaghi | Gework Sahakian   | Tarik Aziz Bin Isa Demeu Żadyrajew     |
| Kategoria do 74 kg  | Sa’id Abdewali           | Daulet Zhadyrayev | Jewhen Pyszkow Veli-Karri Suominen     |
| Kategoria do 84 kg  | Ołeksandr Szyszman       | Damian Janikowski | Vagharshak Minasyan Modżtaba Karimfar  |
| Kategoria do 96 kg  | Sergey Yeroshkin         | Jiang Dawu’er     | Saman Norouzi Wahe Simonian            |
| Kategoria do 120 kg | Baszir Babadżanzade      | Damir Küzembajew  | Łukasz Banak Qiayisuoletan Mulatibieke |

#### Styl wolny
| Konkurencja         | Złoto              | Srebro              | Brąz                                     |
| Kategoria do 55 kg  | Jong Hak-jin       | Omid Jalalibahar    | Jełdos Äbykenow Han Hairi                |
| Kategoria do 60 kg  | Farshad Safarzadeh | Ervand Tadevosyan   | Mykoła Ajwazian                          |
| Kategoria do 66 kg  | Mohammad Naderi    | Yang Chun-song      | Azat Sakayev Jewhenij Chawiłow           |
| Kategoria do 74 kg  | Sa’id Dadaszpur    | Golymzhan Usrbayev  | Khan Nadir Song Chol-min                 |
| Kategoria do 84 kg  | Esmaeil Nejatian   | Maciej Balawender   | Adilet Dawłumbajew Bahetihan Huwatibieke |
| Kategoria do 96 kg  | Jafar Daliri       | Radosław Baran      | Suhil Mohammed Wiktor Kaziszwili         |
| Kategoria do 120 kg | Deng Zhiwei        | Jafar Shamse Nateri | Mateusz Gucman Mykoła Kuczmij            |

- Irakijczyk Faeez Maher, brązowy medalista w kategorii 60 kg został zdyskwalifikowany za doping i pozbawiony medalu[2].